# 구 대구의학전문학교 본관
구 대구의학전문학교 본관(舊 大邱醫學專門學校 本館)은 대구광역시 중구 일제강점기의 건축물이다. 2003년 1월 28일에 대한민국의 사적 제442호로 지정되었다.

## 개요
구 대구의학전문학교 본관(현 경북대학교 의과대학 본관)건물은 일제 강점기 때 대구지역 의료인 양성을 위해 지어진 건물로 1933년 공립 대구의학전문학교로 개교되었다.
이 건물은 구 도립대구병원(사적 제443호, 현 경북대학교 의과대학병원 본관)건물과 마주보며 배치되어 있다. 3층의 붉은 벽돌(조적조) 건물로 남향하며, 정면 중앙부에는 4층으로 된 사각탑(Turret)을 두고 옥상에는 옥탑을 설치하였다. 평면은 ‘산(山)’자 모양으로 중복도(中複道)식이며, 현관 포치(Porch)를 중심으로 좌우대칭형이다.
건물의 외관 구성에 나타난 특징은 정면 중앙부 돌출 유리벽의 곡면처리 및 창 사잇벽과 옥상 파라팻부의 수평돌림띠는 정면성을, 옥상부의 사각탑과 창 사이의 수직벽은 수직성을 잘 나타내고 있다. 전체적으로 안정감과 웅장함을 느끼게 한다.
한국 근대 의학교육의 역사를 잘 보여주는 중요한 건물로, 전체적으로 보존상태가 매우 양호하며, 전체와 세부 구성이 치밀하고, 건축사적으로도 매우 수준 높은 건물로서 근대건축으로서의 건축사적 가치뿐만 아니라 교육사적으로도 높은 가치를 지니고 있는 중요한 유적이다.

## 같이 보기
- 구 도립대구병원 - 사적 제443호

## 참고 자료
- 구 대구의학전문학교 본관 - 국가유산청 국가유산포털